# XO-2 S
Désignations
XO-2 S est une des deux étoiles du système XO-2, celle située le plus au sud.
Son sous-système abrite au moins deux planètes : XO-2 S b et XO-2 S c.